# Anguteeraq Davidsen
Anguteeraq Magnus Mikael Lars Davidsen [aŋuˈtˢɜːʁɑq ˈmau̯nus ˈmikæːl lɑːs ˈdæːviðsn̩] (nach alter Rechtschreibung Angutêraĸ; * 17. März 1931 in Saqqaq; † 2004 oder 2005) war ein grönländischer Politiker (Atassut).

## Leben
Anguteeraq Davidsen war der Sohn des Jägers Peter Ammon Gideon Davidsen und seiner Frau Martha Amalia Marie. Er und seine Frau Marie Enoksen († 2003) waren die Eltern der Politikerin Agathe Fontain (* 1951).
Anguteeraq Davidsen war Hafenmeister in Sisimiut, wo er in den 1960er Jahren Vorsitzender des Gemeinderats war. 1971 und 1975 kandidierte er als Zweiter Stellvertreter von Jørgen C. F. Olsen bei der Landesratswahl. Von 1975 bis 1979 war er stellvertretender Ratsvorsitzender der Gemeinde Sisimiut. 1979 stellte er sich als Kandidat für das erste Inatsisartut auf und wurde gewählt. Nach einer Wiederwahl 1983 trat er 1984 und 1987 erfolglos an. 1991 und 1995 kandidierte er nur noch als Stellvertreter.
Am 21. Juni 1989 erhielt er den Nersornaat in Silber und am 21. Juni 2000 denselben in Gold. Er starb 2004 oder 2005. Die Anguteeqqap Aqqutaa in Sisimiut ist nach ihm benannt.